# 케빈 트라프
케빈 트라프(Kevin Trapp, 1990년 7월 8일, 메르치히 ~ )는 독일의 축구 골키퍼로, 현재 프랑스 리그 1의 파리 FC 소속이다.